# Ordre de Karabagh
L'ordre de Karabagh (en azéri : Qarabağ ordeni) est une distinction honorifique de la république d'Azerbaïdjan. Il est créé à l'occasion de la victoire du pays lors de la deuxième guerre du Haut-Karabagh. 

## Historique
Le 11 novembre 2020, le président azerbaïdjanais, Ilham Aliyev, lors d'une réunion avec des militaires azerbaïdjanais blessés qui ont pris part à la deuxième guerre du Haut-Karabagh, déclare que de nouveaux ordres et médailles seront établis en Azerbaïdjan pour honorer des civils et des militaires qui ont fait preuve « d'héroïsme sur le champ de bataille et à l'arrière et se sont distingués dans cette guerre ». Il propose également les noms de ces ordres et médailles. Le 20 novembre, lors d'une session plénière de l'Assemblée nationale azerbaïdjanaise, des amendements au projet de loi « Sur l'établissement des ordres et des médailles de la République d'Azerbaïdjan » lui sont soumis pour discussion. L'ordre de Karabagh est créé le même jour en première lecture conformément au projet de loi à l'occasion de la victoire de l'Azerbaïdjan dans la deuxième guerre du Haut-Karabagh. 

## Statut
L'ordre de Karabagh est décerné pour le « courage montré dans la destruction de la main-d'œuvre et de l'équipement de l'ennemi, ainsi que dans l'exercice de fonctions officielles dans des conditions de menace réelle pour la vie lors de la libération des territoires occupés et de la restauration de les frontières nationales de l'Azerbaïdjan ». Dans l'ordre de préséance, l'ordre de Karabagh se situe en-dessous de l'ordre de la Victoire et au-dessus de l'ordre de la Souveraineté.

## Attribution
Le 9 décembre 2020, le président Ilham Aliyev signe un décret décernant l'ordre de Karabagh à 204 militaires, dont 48 à titre posthume. Parmi les récipiendaires, se trouvent Mais Barkhudarov, Hikmat Hasanov, Arzu Rahimov, Nizam Osmanov et Chahin Mammadov.